# 建华镇 (开鲁县)
建华镇，是中华人民共和国内蒙古自治区通辽市开鲁县下辖的一个乡镇级行政单位。

## 历史沿革
- 1958年，建红旗第五人民公社；同年，改为建华人民公社。
- 1984年，撤销人民公社，划出俊昌、双胜、建新3大队建立俊昌乡，其余村屯建立建华乡。
- 1999年9月，撤乡建建华镇。
- 2001年1月，俊昌乡并入建华镇。
- 2006年，北清河乡并入建华镇。

## 行政区划
建华镇下辖以下地区：
建华村、太平村、建设村、六合村、富隆村、常兴村、福兴地村、联兴村、福盛号村、庆发村、先胜村、德兴村、永安村、永胜村、双胜村、俊昌村、建新村、双井子村、嘎海庙村、廿家子村、大甸子村、草木村、建华林场、清河林场和种畜场。